# イブラヒム・エガル

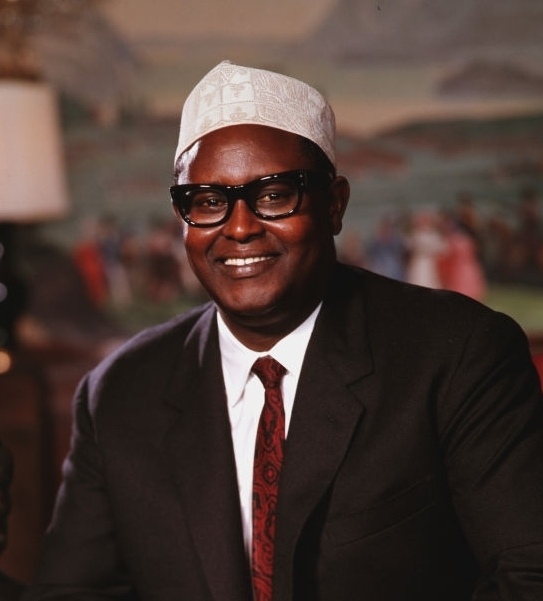
イブラヒム・エガル

ムハンマド・ハジ・イブラヒム・エガル（英語：Muhammad Haji Ibrahim Egal、ソマリ語：Maxamed Xaaji Ibraahim Cigaal、1922年8月15日 - 2002年5月3日）は、ソマリアおよびソマリランドの政治家。ソマリランド国初代首相（1960年6月26日 - 1960年7月1日）、ソマリア共和国首相（1967年7月6日 - 1969年10月21日）、第2代ソマリランド共和国大統領（1993年5月16日 - 2002年5月3日）を務めた。ソマリランド領内での内戦を終結させながらも、国際社会からの評価は得られなかった。

## 生涯
旧イギリス領ソマリランド出身。
1960年6月26日に独立国家ソマリランド国（旧イギリス領ソマリランド）の首相に就任。同年7月1日にイタリア信託統治領ソマリアと統合されソマリア共和国首相となったが、7月12日付で首相職を解任されアブディラシッド・アリー・シェルマルケに取って代わられた。解任後は国防大臣（1960年～1962年）・文部大臣（1962年～1963年）を歴任した後、シェルマルケ大統領の下で再度首相を経験（1967年～1969年）するもモハメド・シアド・バーレ少将のクーデターで解任され軟禁。その後バーレ政権下でインド駐在のソマリア大使（1976年～1978年）を勤めるも、再度投獄されバーレ政権崩壊まで獄中に在った。
1991年にソマリア内戦が勃発すると旧英領ソマリランドがソマリランド共和国の独立を宣言し、その2年後、国民和解のための大会議の指名で大統領に就任、全国会議で大統領に再任した。
任期の間は、国連やUNDP、部族の長老などの協力を得て、武器の回収を中心とした治安の回復に尽力した。
2002年、南アフリカのプレトリアにある陸軍病院で死去。3人の息子によってベルベラに埋葬された。国葬には4000人の市民が参加したと言われている。議会は7日間、喪に服すように国民に呼びかけたが、ソマリランドの国旗はシャハーダを含んでいるため、イスラーム法により半旗にはならなかった。
後任には、副大統領だったダヒル・リヤレ・カヒンが暫定大統領として権限の代行を行った。ダヒル・リヤレ・カヒンは2003年に大統領選挙で当選している。